# Christian Philipp Koester

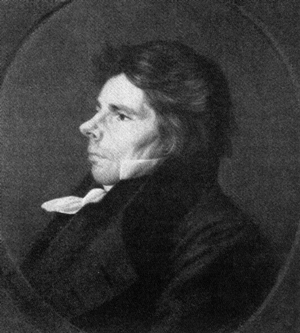
Christian Philipp Koester, um 1825, gemalt von seinem Schwager Jakob Schlesinger

Christian Philipp Koester (* 13. Februar 1784 in Friedelsheim in der Pfalz; † 29. November 1851 in Heidelberg; auch Christian Köster) war ein deutscher Maler und Restaurator.

## Leben
Koesters Eltern, Philipp Christian Wilhelm Koester (1744–1806) und Maria Charlotte geb. Wernborner (1750–1834), waren wohlhabend, der Vater Gerichtsrat, Notar und Weingutsbesitzer in Friedelsheim. Nach dem Besuch des Gymnasiums (in Mannheim oder Heidelberg, wohin die Familie zwischen 1794 und 1799 wiederholt vor den französischen Revolutionstruppen floh), schrieb er sich an der Universität Heidelberg als Student der „Cameralistik“ (Wirtschafts- und Verwaltungslehre) ein. Sein Interesse für Kunst führte ihn jedoch ins Atelier des Heidelberger Vedutenmalers und Kupferstechers Johann Jakob Strüdt (1773–1807), der ihn in der Landschaftsmalerei unterwies. Das Studium dagegen scheint er bereits nach kurzer Zeit aufgegeben zu haben.
Nach Erlernung der Anfangsgründe bildete sich Koester zwischen 1800 und 1805 auf eigene Faust zum Maler aus. In Mannheim zeichnete er nach der Natur, in München kopierte er Bilder Claude Lorrains, ohne sich an den Kunstakademien beider Orte als Eleve eintragen zu lassen. Auch eine Studienreise in die Schweiz scheint er unternommen zu haben. Für das Jahr 1806 ist er als Hörer der Vorlesung des Heidelberger Altphilologen Karl Philipp Kayser (gest. 1827) über Sophokles’ Ödipus nachgewiesen. 1807 brach er nach Italien auf und verbrachte die kommende Zeit in Rom. Dort gehörte Koester, der auch musikalisch begabt war und sehr gut Klavier spielte, zum Kreis um Wilhelm von Humboldt, wobei er sich als Sänger und Kapellmeister betätigte und die Kinder des damaligen preußischen Gesandten als Musiklehrer unterrichtete.

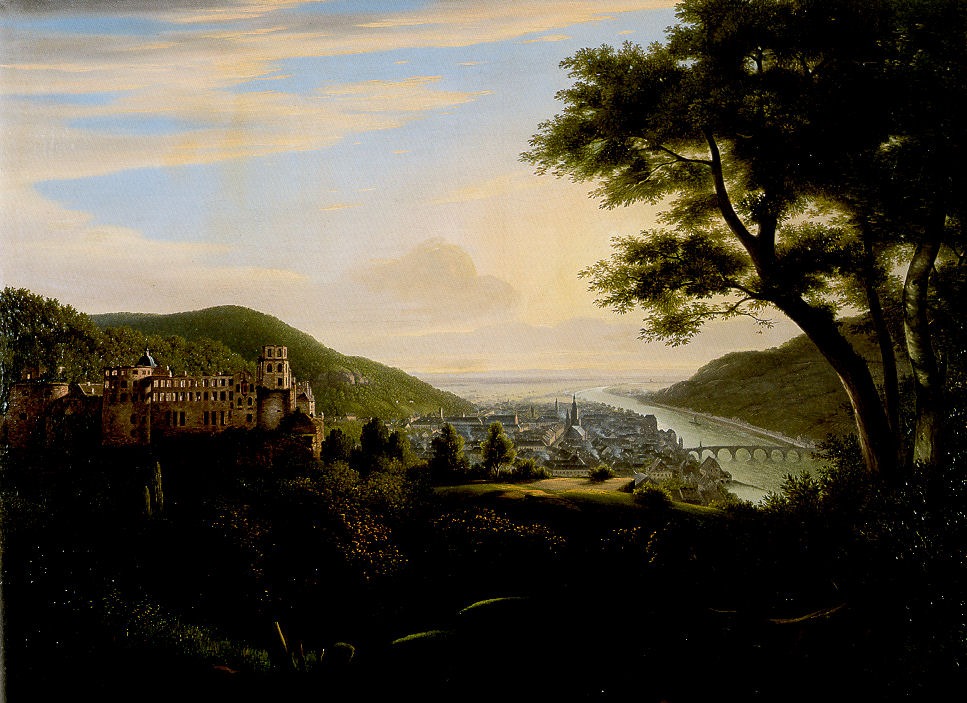
Christian Philipp Koester: Das Heidelberger Schloss, entstanden um 1818.

Zurück in Deutschland wohnte er 1809–1813 in seinem Elternhaus in Friedelsheim. Er malte und verkehrte in den akademischen und Künstlerkreisen der Heidelberger Romantik. 1813 lernte er dort die Gebrüder Melchior und Sulpiz Boisserée kennen und beriet sie bei der Wiederherstellung eines altdeutschen Gemäldes, worauf sie ihn als Restaurator für ihre Gemäldesammlung als Nachfolger seines verstorbenen Weggefährtens Friedrich Epp anstellten. Er zog mit Mutter und Schwester nach Heidelberg und restaurierte zwischen 1814 und 1819 eine große Zahl von deutschen Gemälden aus dem Mittelalter und der Renaissance, die die Gebrüder Boisserée erworben hatten, um sie vor dem sicheren Verlust zu bewahren – sehr zum Wohlgefallen Johann Wolfgang Goethes, der die Sammlung 1815 besuchte. Bei dieser Gelegenheit sprach Goethe Koester seine hohe Anerkennung aus. 1819 wurde die Sammlung nach Stuttgart verlagert. Das Angebot von Melchior Boisserée, dort weiter für ihn zu arbeiten, lehnte Koester 1822 ab.
Auch seine musikalischen Neigungen führte der Künstler in Heidelberg fort: 1817 trat er dem Singkreis bei, den der Heidelberger Rechtsgelehrte Anton Friedrich Justus Thibaut zur Pflege alter italienischer und niederländischer Musik und des von den Romantikern wiederentdeckten Schatzes deutscher Volkslieder ins Leben rief. Nach dem Tode Thibauts leitete er diesen Kreis.
Mit seinem Freund und späteren Schwager Jakob Schlesinger (1792–1855), ebenfalls Maler und für die Gebrüder Boisserée tätig, reiste Koester 1821 nach Dresden. 1823 stellte er in Karlsruhe mit Erfolg erstmals eigene Werke aus. 1824 folgte er dem nach Berlin berufenen Schlesinger und erhielt die Stellung eines Restaurators an der Königlichen Gemäldegalerie, für die er Werke der neu erworbenen Sammlung Edward Sollys restaurierte. 1827–1830 erschienen von ihm in Heidelberg die drei Hefte Ueber Restauration alter Oelgemälde, die heute noch zum Grundbestand der Fachliteratur zählen. Zu der 2001 erschienenen Neuausgabe dieser Schriften in einem Band der Reihe Bücherei des Restaurators  bemerken die Herausgeber:

„Christian Philipp Koester war einer der ersten Restauratoren. In seinen drei Schriften Ueber Restauration alter Oelgemälde beschreibt er nicht nur die angewandten Restauriermethoden, sondern erläutert auch die Problematik einer Restaurierung aus ethischer Sicht. Koester sieht das Kunstwerk als ästhetisches und historisches Dokument und markiert mit dieser noch heute geltenden Auffassung die Ablösung der Tradition durch historisches Bewusstsein. […] Seine Überlegungen zur Restauration alter Oelgemälde gelten als wegweisend in der Geschichte der Restaurierung.“

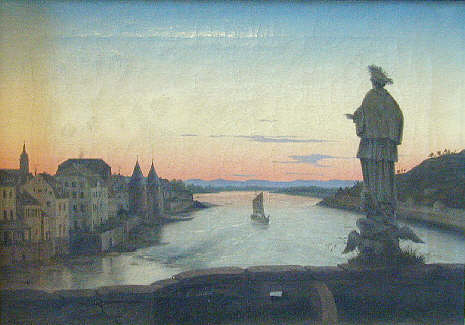
Christian Philipp Koester: Die Heidelberger Alte Brücke, entstanden um 1830.

1830 schlug Koester die ihm angebotene Dauerstellung an der Königlichen Akademie aus und begab sich zurück nach Heidelberg, wohl aus Liebe zu seiner Mutter, die er bis zu ihrem Tode betreute. 1833 veröffentlichte er die Zerstreuten Gedanken-Blätter über Kunst, erstes einer unregelmäßigen Folge von Heften – insgesamt erschienen fünf, das letzte 1848 –, zu welchen auch sein Berliner Freund, der Buchhändler und Antiquar Gustav Parthey (1798–1872) beitrug. Mit Parthey unternahm er 1839 eine Kunstreise in die Niederlande. Auch in Deutschland besuchte Koester viele der Kunststätten, an denen Werke alter Meister ausgestellt waren. Noch in seinen letzten Lebensjahren war er bei der Familie Boisserée in Köln zu Gast und ließ sich von den Freunde in den Dom und die Sammlung Ferdinand Franz Wallrafs führen.
Zu den vielen Schriftstellern und Dichtern, mit denen Koester im Laufe seines Lebens in näherer Beziehung stand, gehören auch Eduard Mörike und Gottfried Keller. Mit Mörike wechselte er 1824–1825 Briefe über jene geheimnisvolle junge Frau, die der zwanzigjährige Dichter liebte und als „Peregrina“ besungen hat. Sie hieß Maria Meyer, führte ein unstetes Wanderleben und hielt sich vorübergehend in Heidelberg auf. Der junge Keller kam studienhalber nach Heidelberg und suchte Koester erstmals im Herbst 1848 auf. Er zeigte Koester seine Gedichte und Zeichnungen und bat ihn um sein Urteil. Die Unterhaltungen, die er mit ihm über Dürers Kupferstich Melencolia I führte, regten ihn zu dem 1851 veröffentlichten Gedicht Melancholie an. Die folgende, etwas burschikose Beschreibung seines Gesprächspartners gab Keller einem befreundeten Maler:

„[Koester] ist ein Männchen von 3½ Fuß mit einem Höcker und eisgrauen Haaren und lebt in einer entschwundenen Welt. Er hat seinerzeit die ganze Boisseréesche Sammlung restauriert; er erzählte mir die ausführliche Geschichte derselben, denn Stück für Stück ist durch seine Hände gegangen. Er malt sonst auch Landschaften, wie man sie noch vor Philipp Hackert malte, ist ein Goethescher Feinschmecker und höchst konservativer Ästhetiker; in unserer Künstlergesellschaft wäre er ein Prophet und venerierter Patriarch. Herr Köster schreibt auch über Kunst […] und komponiert Musik. Er kennt alle Berühmtheiten der entschwundenen Jahre und sucht sich väterlich der aufkeimenden Talente anzunehmen, um sie womöglich in jene Geschmacksgleise zurückzuführen. Er haßt meinen andern Freund, den Fries, furchtbar, und es drückt ihm das Herz ab, wenn ich boshaft genug bin, zu erzählen, daß ich direkt von jenem herkomme. Indessen ist auch von diesem ehrwürdigen Überreste einer vergangenen Periode noch vieles zu lernen, und ich gehe gerne zu ihm.“

Christian Philipp Koester starb am 29. November 1851, im Alter von 67 Jahren, in seinem Domizil am Heidelberger Jubiläumsplatz. Seine Grabinschrift auf dem Bergfriedhof lautete: „Suchet mich nicht hier, suchet mich in euren Herzen. Findet ihr mich dort nicht, so findet ihr mich auch nicht hier.“

### Das malerische Werk
Von Koesters Werken sind erhalten 26 Ölbilder, sieben Ölskizzen und 58 Zeichnungen. Es ist bekannt, dass er mindestens doppelt so viele Ölbilder gemalt hat.
Man kann drei Perioden unterscheiden. Von 1810 bis 1819 malte er hauptsächlich im altdeutschen und altniederländischen Stil, beeinflusst durch Gemälde, die er bei den Brüdern Boisserée in Heidelberg gesehen hat. In der zweiten Perioden von 1818 bis 1824 wurden die Gemälde zunehmend lockerer, die Pinselschrift zügiger. In dieser Zeit lernte er auch Bilder von Caspar David Friedrich kennen. In seinen Zerstreuten Gedanken Blätter über Kunst äußerte er sich skeptisch über Friedrichs „sentimentale Behandlung der Landschaft“ übernahm aber trotzdem diesen Stil, gut sichtbar beim Bild Alte Brücke in Heidelberg mit der Nepomukfigur" Die letzte Periode Koesters von 1830 bis 1851 betonte die Distanz zwischen Vordergrund und Landschaft im Hintergrund. Er gibt schließlich den Bezug zur Landschaft fast völlig auf und malt häufig Wolkenformationen, die zu dieser Zeit sowohl in der Kunst als auch in der Wissenschaft das Interesse weckten.

### Koester als Restaurator
12 Jahre lang war Koester als Restaurator tätig: 6 Jahre bei den Brüdern Boisserée in Heidelberg und 6 Jahre bei der Königlichen Gemäldegalerie in Berlin. Wie viele und welche Bilder Koester im Laufe seines Lebens restauriert hat, ist nicht bekannt. Die Sammlung Boisserée umfasste 1827 216 Gemälde, die fast alle von ihm bearbeitet worden waren. Die Berliner Sammlung Solly umfasste 677 Bilder,  bei 134 von ihnen ist Koester als Restaurator verzeichnet. Seine Arbeit trug dazu bei, das Berufsbild des Restaurators grundlegend zu ändern. Waren vorher die italienischen Restauratoren wie Palmaroli und Camucini stilbildend, die bei der Restaurierung die Bilder auch an den neuen Zeitgeschmack anpassten, so wurde nun eine Restauration angestrebt, die dem Original möglichst nahekommt. Der Restaurator muss hinter dem Künstler zurücktreten und möglichst die Intentionen des Künstlers nachvollziehen. Die Restauration muss möglichst erhaltend durchgeführt werden, wo große Teile fehlen, muss der Restaurator dem Geist des Werks folgen. In seinen drei Bänden Ueber Restaration alter Oelgemälde (s. o.) fasste er seine Lehren zusammen.